# Бунсборо (Мериленд)
Бунсборо (енгл. Boonsboro) град је у америчкој савезној држави Мериленд.

## Демографија
По попису из 2010. године број становника је 3.336, што је 533 (19,0%) становника више него 2000. године.
| Група             | 2000.         | 2010.         |
| Белци             | 2.733 (97,5%) | 3.115 (93,4%) |
| Афроамериканци    | 21 (0,7%)     | 70 (2,1%)     |
| Азијати           | 5 (0,2%)      | 34 (1,0%)     |
| Хиспаноамериканци | 21 (0,7%)     | 91 (2,7%)     |
| Укупно            | 2.803         | 3.336         |